# Coletinia calaforrai
Coletinia calaforrai es una especie de insecto zigentomo cavernícola de la familia Nicoletiidae. Es endémica de la provincia de Almería, sudeste de la península ibérica (España).